# Bardy-Świelubie
Bardy-Świelubie o Bartin-Zwillipp si trova nei pressi dell'odierna Kołobrzeg (Pomerania), ed era un insediamento slavo-scandinavo dell'epoca vichinga sulla costa meridionale del Mar Baltico. Prende il nome dagli attuali villaggi di Bardy (l'ex tedesca Bartin) e Świelubie (Zwillipp).
Bardy-Świelubie è diversa dagli altri luoghi simili. Si trova abbastanza lontano dalla costa, e Bardy era stata fondata prima dell'800, il che la rende uno dei primi burgh slavi sull'area costiera. I ritrovamenti archeologici indicano una partecipazione al commercio carolingio, ma mancano le prove di una presenza non-slava in questo periodo.
Nel IX secolo gli scandinavi (uomini e donne) si insediarono in questo luogo, come dimostrabile dalla presenza del vicino cimitero di tumuli a Świelubie. Si stima che la colonia scandinava abbia ospitato tra i 50 ed i 70 abitanti. Il punto esatto dell'insediamento, all'interno o nei pressi del burgh, non è stato definito con precisione. Un burgh slavo che abbia preceduto uno scandinavo non è stato mai osservato altrove, con la possibile ma non certa eccezione di Wollin.
Bardy-Świelubie fu evacuata alla fine del IX secolo, quando il borgo di Kołobrzeg (Kolberg) divenne il nuovo centro della regione.